# Косиково (Бабушкинский район)
Косиково — деревня в Бабушкинском районе Вологодской области.
Входит в состав сельского поселения Бабушкинское (до 2016 года входила в Демьяновское сельское поселение), с точки зрения административно-территориального деления — центр Косиковского сельсовета.
Согласно книге «Родословие Вологодской деревни», впервые деревня упоминается в письменных источниках в 1619 г. как деревня Косиково Вотченской волости Тотемского уезда. Населена была чёрносошными крестьянами.
В ревизской сказке за 1782 г. указаны две деревни Косиково Великое и Косиково Меньшее. Население их, согласно ревизии, составляло, соответственно 149 и 46 человек.
В перечнях населённых пунктов Вологодской области 1859 и 1881 гг. также присутствуют две казённые деревни — Косиково Большое и Косиково Малое, обе расположенные на реке Косиковой в 50 верстах от города Тотьмы. На текущий момент нельзя установить, какая из этих деревень сохранилась под названием Косиково, и не является ли нынешняя деревня Косиково результатом их слияния. В 1881 г. обе деревни числятся в составе Миньковской волости Тотемского уезда. В 1885 г. упоминается уже только деревня Косиково Большое, население которого указано равным 272 чел.:256
В 1906 г, согласно «Списку лиц ... , имеющих право участвовать в Предварительном Съезде по выборам в Государственную Думу по Тотемскому уезду», в деревне Косиково были:
- Косиковское сельское общество (Василий Иванович Ворошилов (3/8 дес.), Филарет Максимович Ворошилов (3/4 дес.)[10]:15;
- Кузница (владелец — Назар Севастьянович Смолин)[10]:15.

С 1 июля 1908 г. Косиково становится центром самостоятельной Косиковской волости Тотемского уезда:22. С 1909 г. в Косикове работало потребительское общество:168.
В 1917 г. также упоминается Косиковская волость. В самом Косикове на тот момент действовало сельско-хозяйственное общество, вошедшее в апреле 1917 г. в Тотемский союз кооперативов. Упоминается также Косиковское кредитное товарищество.
На территории Косиковской волости на реке Вотче добывали рухляк, песчаник и известь:3–4, 6.
Расстояние до районного центра села имени Бабушкина по автодороге составляет 22 км, до деревни Демьяновский Погост по прямой — 5 км. Ближайшие населённые пункты — Зеленик, Починок, Тарабукино.
Население по данным переписи 2002 года — 176 человек (84 мужчины, 92 женщины). Всё население — русские.